# Denzlingen
Denzlingen là một thị xã thuộc huyện Emmendingen, bang Baden-Württemberg, Đức. Nơi này nằm cách Freiburg 8 kilômét (5,0 mi) về phía bắc. Đô thị này có diện tích km², dân số thời điểm 31 tháng 12 năm 2020 là 706 người.